# Ribeira da Janela
Ribeira da Janela je farnost v severozápadní části portugalského ostrova Madeira, která se nachází v okrese Porto Moniz. Při sčítání lidu v roce 2021 zde žilo 200 stálých obyvatel. V 50. letech 20. st. v Ribeira da Janela žilo skoro 1 000 obyvatel, ale od té doby začal počet obyvatel velmi rychle klesat. Část obyvatel odešla hlavně do Funchalu a část úplně opustila Madeiru.

## Geografie a hospodářství

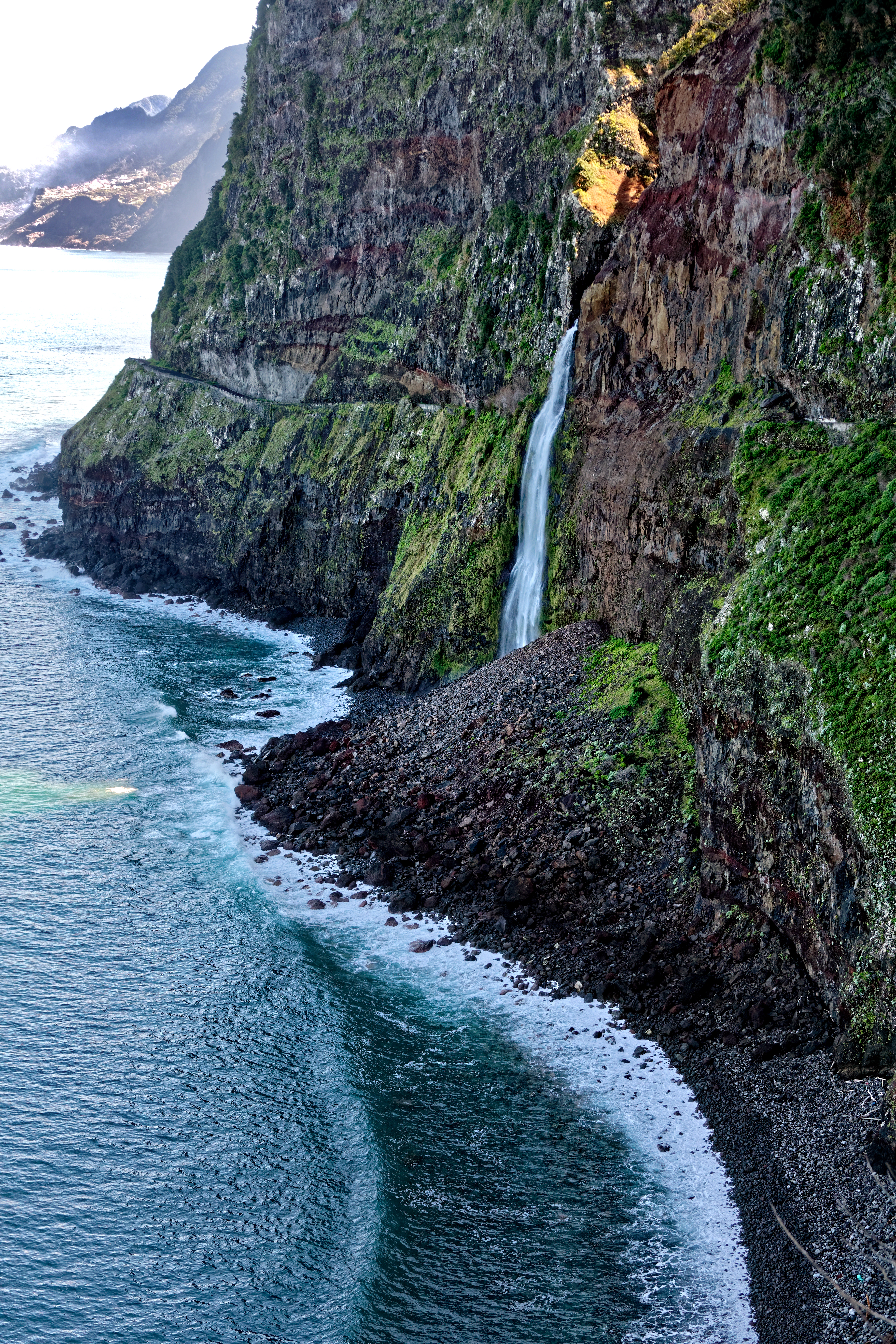
Pobřeží

Katastr farnosti se rozkládá od Atlantského oceánu až do hor s nadmořskou výškou přes 1 000 m n. m. Obcí protéká řeka nesoucí stejný název, Ribeira da Janela. Hranice farnosti na severu tvoří Atlantik, na západě farnosti Porto Moniz a Achadas da Cruz, na jihu okres Calheta a na východě farnost Seixal.
Ribeira da Janela je spojena s okolními farnostmi Porto Moniz a Seixal silnící ER101. Většina obyvatel pracuje v zemědělství.